# Potok (Biševo)
Potok je naselje na Biševu, u Splitsko-dalmatinskoj županiji. 

## Upravna organizacija
Upravno je dio Grada Komiže.

## Zemljopisni položaj
Nalazi se u unutarnjem dijelu otoka, na južnoj polovici, jugozapadno od zemljopisnog središta otoka.
Sjeverno se nalazi Nevaja, sjeveroistočno Polje a istočno Vela Gora.
Naselje je građeno tako da je usmjereno prema obradivim površinama: poljima i terasama.

## Vanjske poveznice
- TZ Komiža  Arhivirana inačica izvorne stranice od 26. svibnja 2012. (Wayback Machine) Poje
- BISERNA OGRLICA - PUČINSKI OTOCI SREDNJEG JADRANA  Arhivirana inačica izvorne stranice od 22. veljače 2014. (Wayback Machine)
- UNDP  Arhivirana inačica izvorne stranice od 2. lipnja 2012. (Wayback Machine) Zemljovid